# Labastide-Saint-Pierre
Labastide-Saint-Pierre is een gemeente in het Franse departement Tarn-et-Garonne (regio Occitanie) en telt 3466 inwoners (2005). De plaats maakt deel uit van het arrondissement Montauban.

## Geografie
De oppervlakte van Labastide-Saint-Pierre bedraagt 20,6 km², de bevolkingsdichtheid is 168,3 inwoners per km². De gemeente ligt op de linkeroever van de Tarn.
De onderstaande kaart toont de ligging van Labastide-Saint-Pierre met de belangrijkste infrastructuur en aangrenzende gemeenten.

## Demografie
Onderstaande figuur toont het verloop van het inwonertal (bron: INSEE-tellingen).